# Santiago Millet Jeangéante
Santiago Millet Saint-Jean fue un empresario francés, nacido en 1796 en Libourne, Aquitania, Francia, y fallecido en San José, Costa Rica, en marzo de 1838. Fue hijo de Gabriel-Joseph de Millet y Marguerite Saint-Jean. Contrajo nupcias en San José en enero de 1827  con Magdalena Castillo, hija del ex Vicejefe de Estado y primer diplomático de Costa Rica Mariano Montealegre Bustamante. Dejó tres hijos: Napoleón Millet Castillo, prominente cafetalero; Luisa, que casó con el destacado político y abogado Manuel Alvarado y Barroeta, y José Santiago Millet Castillo, héroe de la Campaña Nacional de 1856-1857 contra los filibusteros encabezados por William Walker. Su viuda contrajo segundas nupcias con Gregorio Escalante Nava.
En 1815 se trasladó a la Martinica, y en el decenio de 1820 se radicó en Lima, Perú, donde se dedicó al comercio. En 1826 se trasladó a Costa Rica, donde se dedicó al comercio, a la explotación del palo brasil en la península de Nicoya y especialmente al laboreo de minas en el monte del Aguacate. 
Se naturalizó costarricense en 1830 y posteriormente fue alcalde y Presidente Municipal de la ciudad de San José. También fue uno de los primeros miembros de la masonería que se estableció en Costa Rica. 
- Datos: Q6121024